# Колюцкая, Ольга Даниловна
Ольга Даниловна Колюцкая (1918—2007) — советская учёная и врач-анестезиолог, доктор медицинских наук, профессор, капитан медицинской службы.

## Биография
Родилась 23 сентября 1918 года в Пятигорске.

### Образование
В 1940 году она окончила 2-й Московский государственный институт им. Н. И. Пирогова (ныне Российский национальный исследовательский медицинский университет имени Н. И. Пирогова). В 1953 году защитила кандидатскую диссертацию на тему «Функциональная мобильность тепловых рецепторов при кожной пластике», а в 1964 году — докторскую диссертацию на тему «Общая умеренная гипотермия : Экспериментально-клинические материалы».

### Деятельность
С началом Великой Отечественной войны, в июле 1941 года вступила в РККА и была направлена военным врачом III ранга в эвакогоспиталь, где сначала работала ординатором, а затем — начальником хирургического отделения 1075-го эвакогоспиталя.
После окончания войны, с 1948 года Ольга Колюцкая работала клиническим ординатором 2-й кафедры хирургии Центрального института усовершенствования врачей. С 1954 года — научный сотрудник академической группы профессора Б. В. Петровского. С 1959 года работала в 1-м Московском медицинском институте (1-й ММИ, ныне Первый Московский государственный медицинский университет имени И. М. Сеченова): до 1963 года руководила научно-исследовательской лабораторией анестезиологии кафедры госпитальной хирургии, в 1960—1967 годах была главным анестезиологом Минздрава РСФСР. Затем в течение 1967—1987 годов Ольга Даниловна заведовала первой в СССР кафедрой анестезиологии и реаниматологии 1-го ММИ, которая была создана согласно приказу министра здравоохранения СССР Б. В. Петровского. Кафедра разрабатывала и осуществляла под руководством О. Д. Колюцкой внедрение научно-педагогических методов преподавания этой новой специальности. Основными научными направлениями кафедры явились разработка методов анестезии в специализированных разделах хирургии, методы анестезии при острой кровопотере, интенсивная терапия критических состояний различного генеза и другие.
Под её руководством защищены 5 докторских и 1 кандидатская диссертации.
Была почетным членом Всероссийского научного общества анестезиологов-реаниматологов, а также Московского научного общества анестезиологов и реаниматологов. Была награждена орденом Отечественной войны 2-й степени и медалями, в числе которых «За оборону Москвы» и «За победу над Германией в Великой Отечественной войне 1941—1945 гг.».
Умерла в 2007 году в Москве.